# Mozaika (czasopismo)
Mozaika – czasopismo poświęcone nauce języków obcych wydawane w latach 1958–1990 przez Wydawnictwo Oświatowe „Wspólna Sprawa”. Ukazywała się co miesiąc w czterech wersjach językowych: niemieckiej, angielskiej, rosyjskiej i francuskiej (co zaznaczano w tytułach, np. „Mozaika niemiecka”) oraz w dwóch mutacjach: dla początkujących, pod tytułem „Mała Mozaika” oraz dla zaawansowanych.
Pismo zawierało wypisy z prasy zagranicznej, dostosowane językowo do potrzeb uczących się i opatrzone słowniczkiem. Tematyka dostosowana była do potrzeb młodego czytelnika.